# 泊神社 (新島村)
泊神社（とまりじんじゃ）は、東京都新島村の南西・式根島にある神社。
式内社である久爾都比咩命神社（くにつひめのみことじんじゃ）に比定されている。

## 概要
創建は不詳だが、式内社に比定されているので、起源は古代以前に遡る。
現在地には明治45年（1912年）に他の神を合祀しつつ、遷座した。
「泊神社」という名前が使われるようになったのは昭和28年（1953年）からで、昭和35年（1960年）以降に拝殿の修理や神楽殿の新築などを順次行い、現在のような形態に整備された。

## 祭神
- 泊御途口大后明神（みとのくち おおきさきみょうじん） - 事代主神の后・久爾都比咩命（くにつひめのみこと）のこと[1][2]。